# Christer Lindblom
Karl Christer Lindblom, född 10 maj 1944 i Skålleruds församling i Älvsborgs län, död 9 februari 2012 i Västervik, var en svensk tandläkare och politiker (folkpartist).
Christer Lindblom, som var son till en snickare, tog tandläkarexamen 1969 och verkade därefter som distriktstandläkare från 1972 och övertandläkare från 1985.
Han var riksdagsledamot för Kalmar läns valkrets 1991–1994. I riksdagen var han bland annat suppleant i utbildningsutskottet 1991–1994. Han var främst engagerad i utbildningsfrågor och regionalpolitik.